# Теммі Дакворт
Теммі Дакворт (нар. 12 березня 1968) — американська політична діячка і колишній підполковник армії США, що нині є сенаторкою США від штату Іллінойс з 2017 року. Член Демократичної партії, вона представляла 8 округ Іллінойсу в Палаті представників Сполучених Штатів з 2013 по 2017 рік.
Дакворт здобула освіту в Гавайському університеті та Школі міжнародних відносин Елліотта в Університеті Джорджа Вашингтона. Ветерана війни в Іраку, вона служила пілоткою вертольотів армії США. У 2004 році, після того, як її вертоліт було підбито Іракськими повстанцями з ручного протитанкового гранатомета, вона зазнала важких бойових поранень, через що вона втратила обидві ноги та певну рухливість у правій руці. Вона була першою жінкою, що зазнала подвійної ампутації внаслідок участи у воєнних діях. Попри тяжкі травми, вона домоглася того, що їй, як виняток, було надано медичний дозвіл продовжувати службу в Національній гвардії штату  Іллінойс до виходу на пенсію в 2014 році.
Дакворт обіймала посаду директора Департаменту у справах ветеранів штату Іллінойс з 2006 по 2009 рік і помічником секретаря з питань державних та міжурядових справ у Департаменті у справах ветеранів США з 2009 по 2011 рік. Вона подала у відставку, щоб балотуватися в Палату представників США в 2012 році, і перемогла Джо Уолша . Дакворт було обрано до Сенату США в 2016 році, де вона перемогла чинного сенатора від Республіканців Марка Кірка. Вона — перша тайка, обрана до Конгресу США, перша людина, народжена в Таїланді, обрана до Конгресу США, перша жінка з інвалідністю, обрана до Конгресу США, перша жінка з подвійною ампутацією обрана до Сенату США і перша сенаторка, яка народила, перебуваючи на посаді. Дакворт — друга азійська американка обрана до Сенату США після Мезі Хіроно і перед Камалою Гарріс.

## Раннє життя та освіта
Теммі Дакворт народилася в Бангкоку, Таїланд, донька Франкліна Дакворта і Ламай Сомпорнпаірін. Її батько, який загинув у 2005 році, був ветераном армії США та морської піхоти США який простежив американські корені своєї сім'ї до Війни за незалежність США. Її мати — тайська китаянка та родом з Чіангмая. Через роботу батька в Організації Об'єднаних Націй і в міжнародних програмах з питань біженців, житла та розвитку  сім'я переїзджала з місця на місце в Південно-Східній Азії. Дакворт, окрім англійської, вільно володіє тайською та індонезійською мовами.
Дакворт відвідувала сингапурську американську школу і впродовж кількох місяців старшого курсу навчався в Міжнародній школі Бангкоку і 1985 року вступила до Джакартської міжкультурної школи (тоді відомої як Джакартська міжнародна школа). Сім'я оселилася на Гаваях, коли їй було шістнадцять. Її батько певний час був безробітним, а родина покладалася на громадську допомогу. Вона закінчила з відзнакою середню школу Мак-Кінлі в Гонолулу, Гаваї 1985 року, пропустивши дев'ятий клас. У 1989 році вона закінчила Гавайський університет і отримала ступінь бакалавра з політології, а згодом отримала ступінь магістра з міжнародних відносин в Школі міжнародних відносин університету Джорджа Вашингтона Елліотта. Вона розпочала навчання в аспірантурі університету Північного Іллінойсу, яку перервала її військова служба. У березні 2015 року вона здобула ступінь доктора філософії з соціальних служб в Університеті Капелла.

## Військова служба

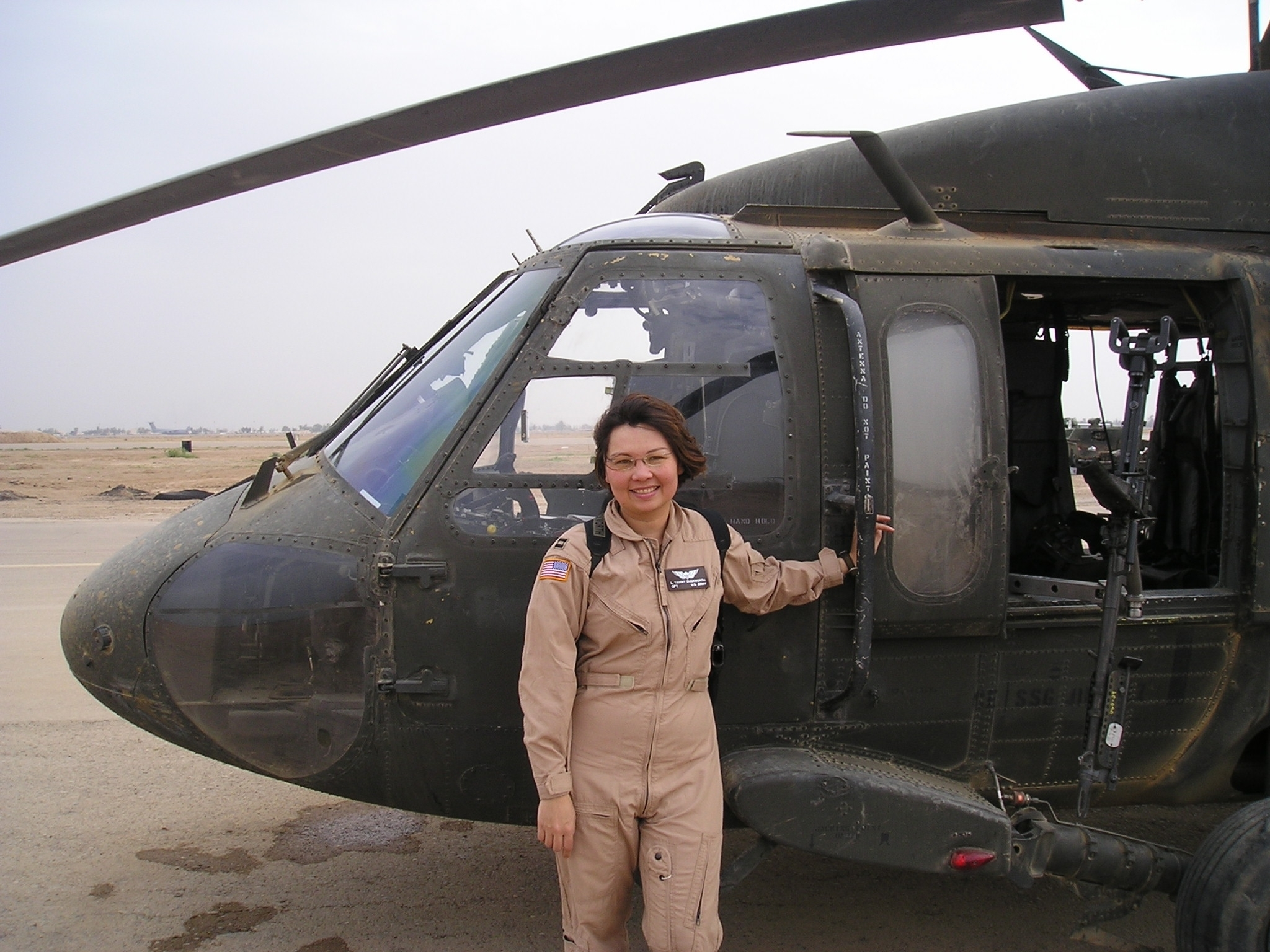
Капітан Дакворт у 2000 році

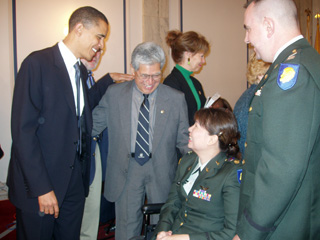
Дакворт з Бараком Обамою та Даніелем Акакою в 2005 році

Слідом за її батьком, який служив під час Другої світової війни та війні у В'єтнамі, та пращурів, які у складі Армії США брали участь у кожному з великих конфліктів з часів Війни за незалежність США, Дакворт приєдналася до навчального корпусу офіцерів запасу у 1990 році як вимускниця університету Джорджа Вашингтона. У 1992 році вона стала офіцером у Резерві Армії США і вирішила літати на вертольотах  оскільки це була одна з небагатьох бойових посад, відкритих для жінок на той час. Як член Резерву Армії США вона пішла до льотної школи, згодом перейшла до Національної гвардії армії США та в 1996 році вступила до Національної гвардії штату Іллінойс. Дакворт також працювала керівником персоналу в офісі Ротарі Інтернешнл в Еванстоні, штат Іллінойс і був координатором Центру досліджень сестринської справи в університеті Північного Іллінойсу.
Дакворт працювала над дисертацією доктора філософії з політології в університеті Північного Іллінойсу, з науковими інтересами в галузі політичної економії та громадського здоров'я в Південно-Східній Азії, коли вона була переведена в Ірак в 2004 році. Вона втратила праву ногу біля стегна і ліву ногу нижче коліна  від травм, отриманих 12 листопада 2004 року, коли вертоліт UH-60 Black Hawk, який вона спільно пілотувала, був підбитий з гранатомета Іракськими повстанцями. Вона була першою американкою з подвійною ампутацією внаслідок війни в Іраку. Вибух сильно зламав її праву руку і вирвав з неї тканини, що потребувало серйозних операцій для її відновлення. Дакворт отримала медаль Пурпурове Серце 3 грудня і 21 грудня їй було надано звання майорки в медичному центрі армії Уолтера Ріда, де їй було вручено Повітряну медаль та Похвальну медаль. Вона звільнилася з Національної гвардії штату Іллінойс в жовтні 2014 року у званні підполковниці.
У 2011 році організація Доньки Американської революції спорудила статую з подобою Темі Дакворт та Молі Пітчер у Маунт-Верноні, штат Іллінойс. Статуя була присвячена ветеранам-жінкам.

## Державна служба

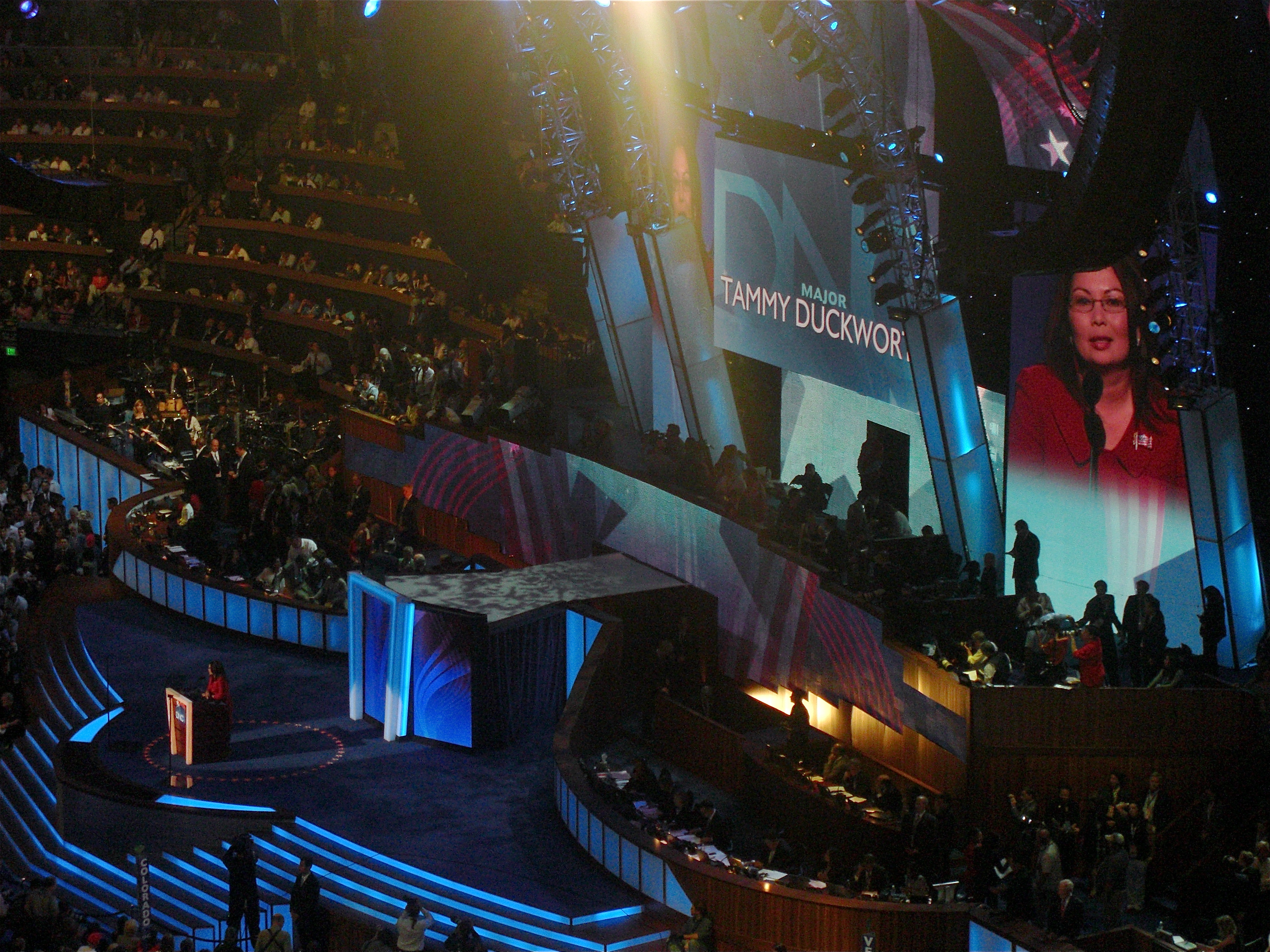
Дакворт виступає під час третьої ночі Демократичної національної конвенції президентських виборів 2008 року в Денвері, штат Колорадо

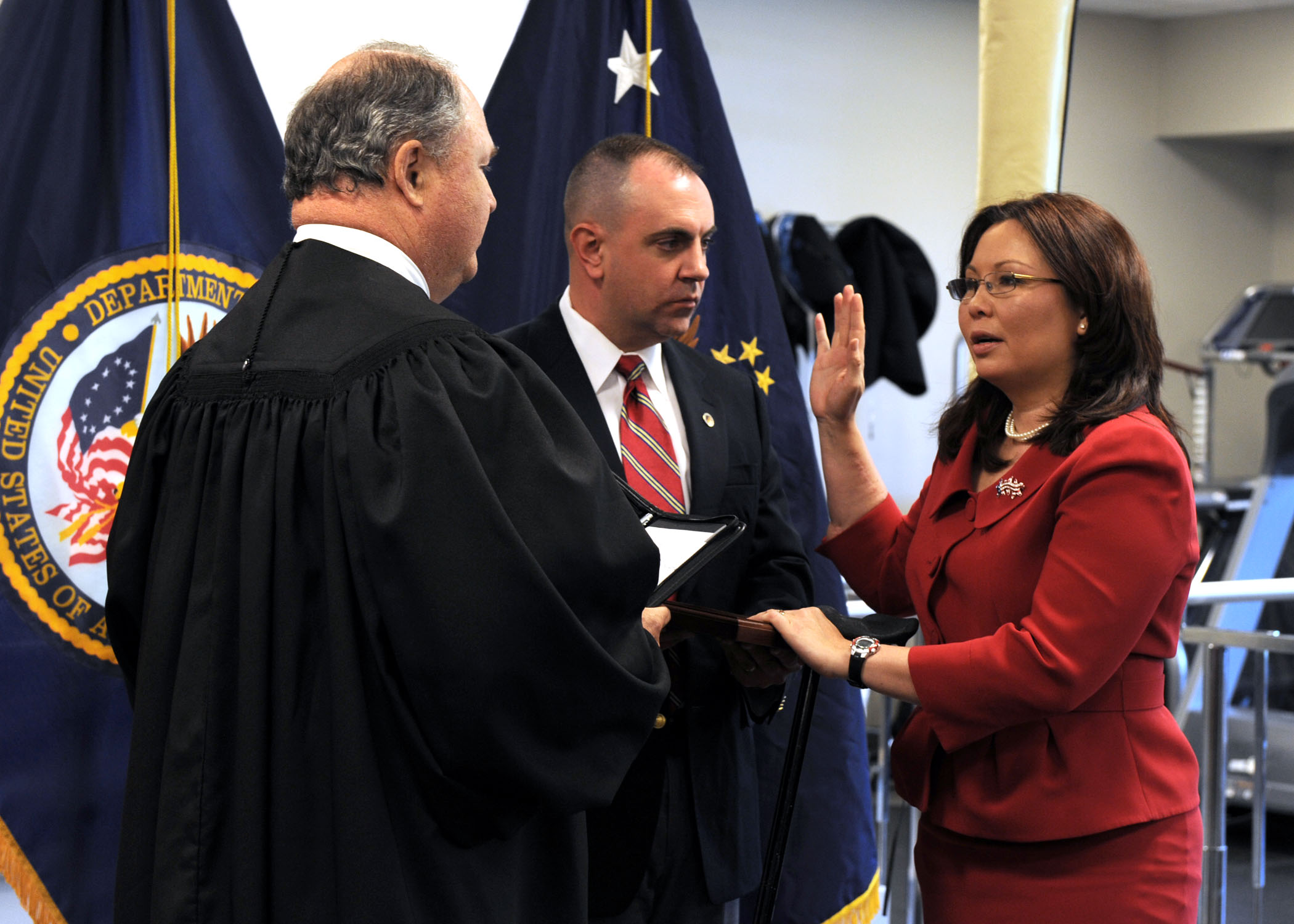
Дакворт складає присягу як помічниця секретаря з питань державних та міжурядових справ Міністерства у справах ветеранів США, поруч - її чоловік Брайан Боулсбі

21 листопада 2006 року, через кілька тижнів після поразки у своїй перших виборах до Конгресу США губернатором Ілінойсу Родом Благоєвичем Дакворт було призначено директором департаменту у справах ветеранів Іллінойсу. Вона обіймала цю посаду до 8 лютого 2009 року. Будучи директором, їй приписували програму допомоги ветеранам з посттравматичним стресовим розладом (ПТСР) та ветеранам із травмами мозку.
17 вересня 2008 року Дакворт взяла участь в агітаційному заході за Дена Сілза, кандидата від демократів у 10-му окрузі штату Іллінойс . Вона використовувала час відпустки, але порушила закон штату Іллінойс, поїхавши на подію у фургоні, що належить штату, який був обладнаний для людини з фізичними вадами. Вона визнала помилку і відшкодувала штату гроші за користування фургоном.
У 2009 році двоє співробітників Департаменту у справах ветеранів штату Іллінойс в будинку для ветеранів Анни в окрузі Юніон подали позов проти Дакворт. У позові стверджувалося, що вона неправомірно звільнила одного працівника, погрожувала та залякала іншого за подання повідомлень про зловживання та неправомірне поводження ветеранів, коли вона очолювала департамент у справах ветеранів штату Іллінойс. Штат Ілінойс заявив, що залагодив справу у червні 2016 року на суму 26 000 доларів США.
3 лютого 2009 року Дакворт був призначено помічницею секретаря з питань державних та міжурядових справ Міністерства у справах ветеранів США. 22 квітня її призначення затвердив Сенат Сполучених Штатів. Дакворт подала у відставку з цієї посади у червні 2011 року, щоб балотуватися до Палати представників США у 8-му конгресовому окрузі штату Іллінойс.

## Палата представників США
Дакворт виступила на національних конвенціях демократичної партії США у 2008, 2012 та 2016 років.

#### 2012 рік

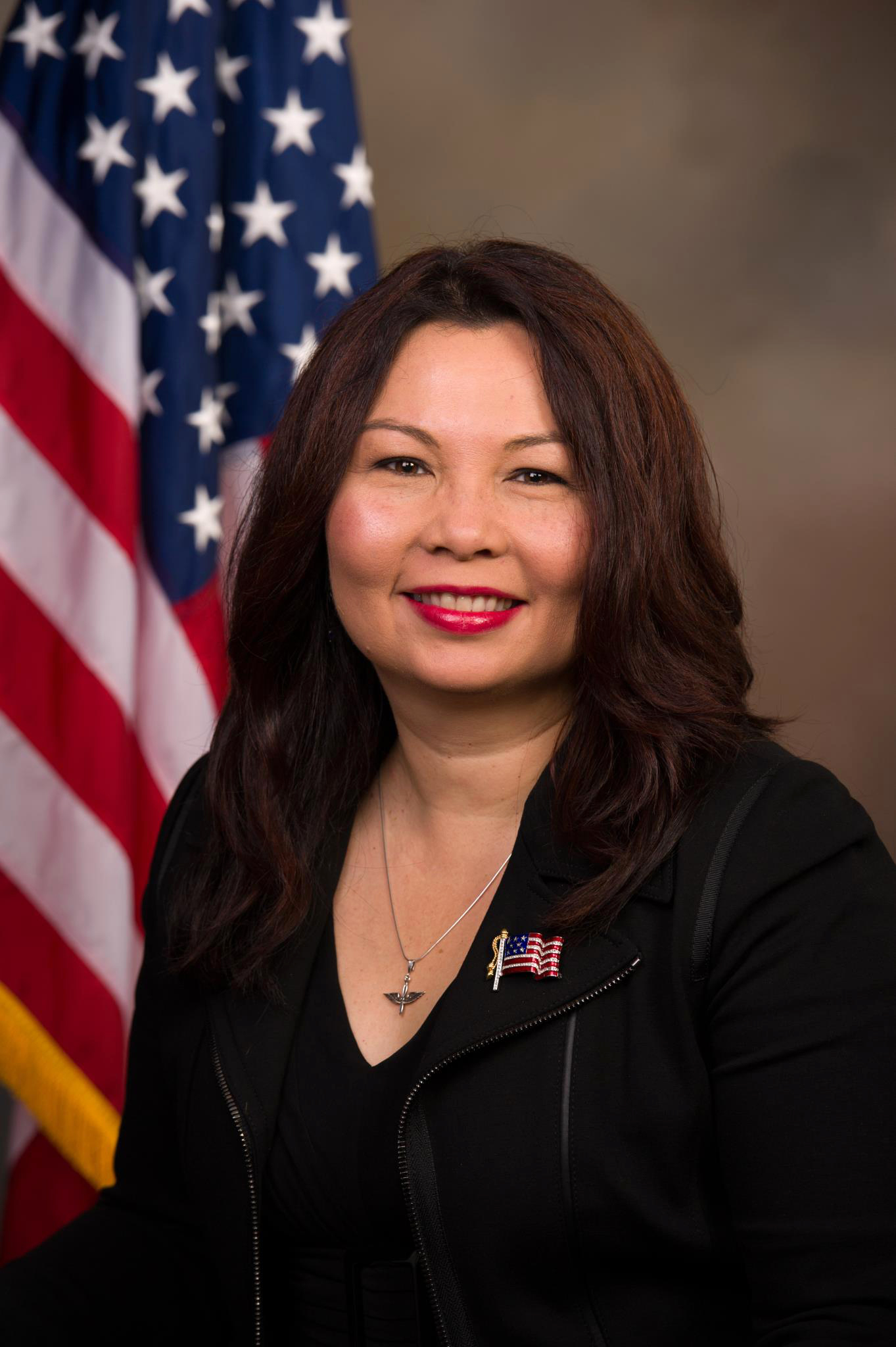
Дакворт як член 113 скликання Палати Представників США

У липні 2011 року Дакворт розпочала свою кампанію з участі у виборах 2012 року в 8му конгресовому окрузі Іллінойсу. Вона перемогла колишнього заступника скарбника штату Іллінойс Раджа Кришнамоорті на праймаріз Демократів 20 березня 2012 року, потім на основних виборах зіткнулася з чинним членом Конгресі від цього округу республіканцем Джо Уолшем.
6 листопада 2012 року Дакворт перемогла Уолша отримавши 55% проти 45%, і стала першою азійською американкою з Іллінойсу в Конгресі, першою жінкою з інвалідністю, обраною до Конгресу, та першим членом Конгресу, народжених в Таїланді.

#### 2014 рік
На загальних виборах 2014 року Дакворт протистояла республіканцю Ларрі Кайфешу, офіцеру морської піхоти США, який нещодавно залишив службу у званні полковника. Дакворт перемогла Кайфеша здобувши 56% голосів.

### Позиція в палаті представників
Дакворт вступила на посаду 3 січня 2013 року.
3 квітня 2013 року Дакворт публічно повернула 8,4% (1218 доларів) своєї зарплати як конгресменки за цей місяць Міністерству фінансів США у знак солідарності з державними службовцями, що потрапили під скорочення штатів.

## Сенат США
30 березня 2015 року Дакворт заявила, що вона змагатиметься з чинним сенатором США Марком Кірком від штату Іллінойс на виборах 2016. На праймаріз Демократів 15 березня 2016 року Дакворт перемогла своїх побратимів-демократів Андреа Зоппа та Наполеона Харріса
Під час теледебатів 27 жовтня 2016 року Дакворт розповіла про минулу службу своїх пращурів у Армії США. Кірк відповів: «Я забув, що ваші батьки переїхали з Таїланду, щоб служити Джорджу Вашингтону». Цей коментар призвів до того, що Кампанія за прав людини відкликала свою підтримку Кірка і натомість підтримала Дакворт, заявляючи, що його коментарі є «глибоко образливими та расистськими».
8 листопада Дакворт перемогла Кірка отримавши 54% проти його 40% і стала сенаторкою. Дакворт і Камала Гарріс, яку також було обрано в 2016 році, є другою і третьою сенаторками азійського походження після Мазі Хіроно, яку обрали в 2012 році.

### Перебування у сенаті
За даними Центру ефективної законотворчості (CEL), що є спільне партнерством школи лідерства та публічної політики Університету Вірджинії Франка Баттена та Університетом Вандербільта «Оцінка законодавчої ефективності "(LES) Теммі Дакворт» перевищує очікування як для сенатора на першому терміні сенаторства для 115-го скликання Конгресу (2017–2018 рр.) і була ця оцінка 11-тою серед усіх 48 сенаторів від Демократичної партії США.
У 115-му скликанні конгресу Дакворт відзначилася тим, що протягнула Закон про американських інвалідів. Організація допомоги ветеранам та організація паралізованих ветеранів Америки визнали лідерство Дакворт в законодавчому захисті американців з обмеженими можливостями.

### Зовнішня політика

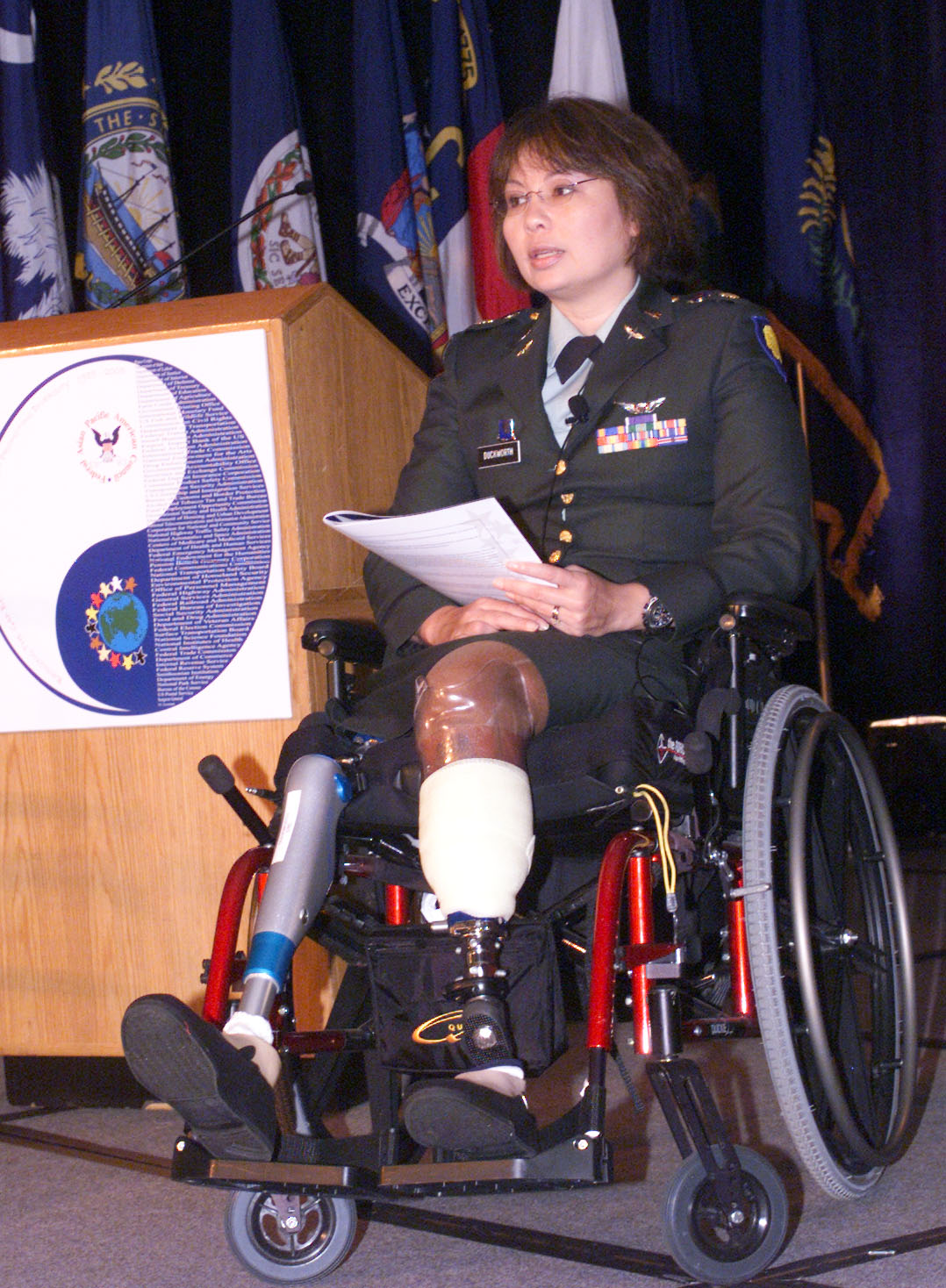
Дакворт розповідає про Вшанування полеглих армійців США, що були вихідцями з тихоокеанських островів в Арлінгтоні, штат Вірджинія, 2 червня 2005 року.

Під час своєї невдалої кампанії в Конгресі у 2006 році Дакворт закликала Конгрес перевірити оцінені у 437 мільярдів доларів, витрати на військову та зовнішню допомогу за кордоном починаючи з 11 вересня 2001 року.
30 вересня 2006 року Дакворт подала відповідь Демократичної партії на щотижневе радіозвернення президента Джорджа Буша. У ній вона критично ставилася щодо стратегії Буша у війні в Іраку.
У травні 2019 року Дакворт була однією з підтримувачів Закону про Південнокитайське море та Східнокитайського моря, двопартійного законопроєкту, який був поданий Марко Рубіо та Беном Карденом, який мав на меті протистояти експансії Китаю у спірних зонах Південнокитайського моря.
У січні 2022 проголосувала проти проєкту санкцій для Північного потоку-2 як засобу запобігання російському вторгненню в Україну.

### Закон про зброю
Національна стрілецька асоціація оцінила Дакворт як таку, що підтримувала обмеження для власників вогнепальної зброї. Дакворт, яка сама є власницею зброї, наголошувала, що стрілянина в Чикаго мала найбільший вплив на підтримку нею контролю над зброєю.

### Політика охорони здоров'я
Дакворт підтримує права на аборти та Реформу охорони здоров'я та захисту пацієнтів у США.

### Імміграція
Дакворт підтримує всебічну імміграційну реформу з можливістю отримати громадянство нелегальним мігрантам у США. Вона закликала впустити 100 000 сирійських біженців до США.
У серпні 2018 року Дакворт був однією із сімнадцяти сенаторів що підписали листа, ініційованого Камалою Гарріс до міністра внутрішніх справ США Кріштена Нільсена з вимогою, щоб адміністрація Трампа вжила негайних заходів у спробі возз’єднати 539 дітей-мігрантів зі своїми сім'ями, посилаючись на те, що кожен день бездіяльністі посилює «травму, яку ця адміністрація без потреби заподіяла дітям та їх сім'ям, які просять гуманітарної допомоги».

## Особисте життя
Дакворт одружена з Браяном Боулсбі. У пари є дві дочки: Ебігейл, яка народилася в 2014 році, та Мейл, 2018 року народження. Народження Мейл зробило Дакворт першою американською сенаторкою, яка народила, перебуваючи на посаді. Колишній сенатор Даніель Акака (демократ з Гаваїв) допоміг подружжю в називанні обох дочок; Акака помер 6 квітня 2018 року, за три дні до народження Мейл. Незабаром після народження Мейл зміна правил сенату дозволила сенаторкам приводити дітей молодших одного року в сенат для грудного вигодовування. На наступний день після зміни правил, Дакворт принесла Мейл з собою на голосування в сенаті і стала першим сенатором, який проголосував тримаючи дитину.
Duckworth служила в Національній гвардії штату Ілінойс разом з її чоловіком, майором Брайаном Боулсбі, офіцером військ зв'язку і її побратимом по війні в Іраку. Обидва відтоді звільнилися із збройних сил.